# Quận Ralls, Missouri
Quận Ralls là một quận thuộc tiểu bang Missouri, Hoa Kỳ. Theo điều tra dân số năm 2010 của Cục điều tra dân số Hoa Kỳ, quận có dân số 10.167 người 2. Quận lỵ đóng ở New London.6

## Địa lý
Theo Cục điều tra dân số Hoa Kỳ, quận có tổng diện tích 1250 km2, trong đó có 36 km2 là diện tích mặt nước.